# Timotessubani
Timotessubani oder Kimotessubani (georgisch ტიმოთესუბანი, კიმოთესუბანი) ist ein georgisches Dorf in der Munizipalität Bordschomi der Region Samzche-Dschawachetien.

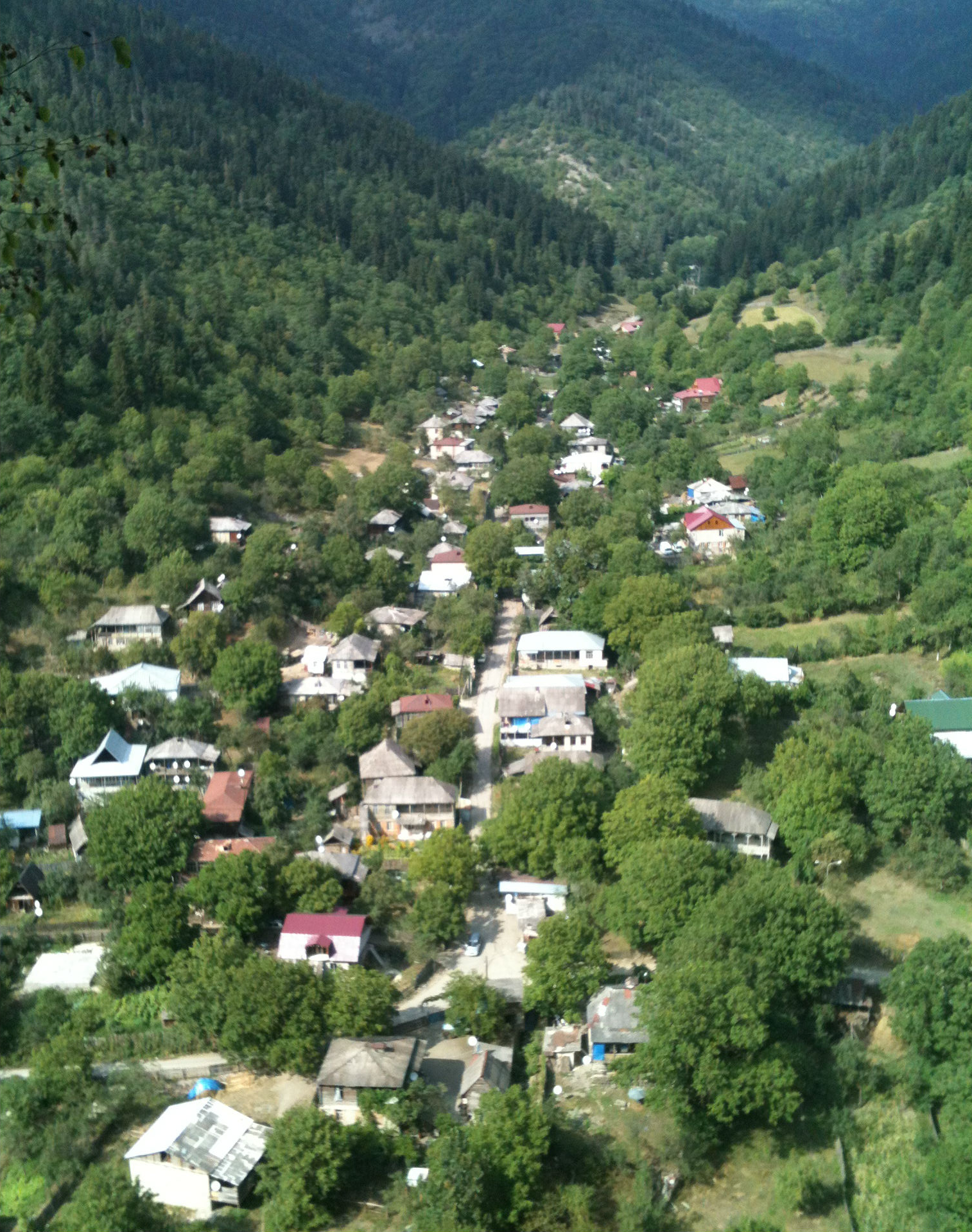
Timotessubani

Es liegt im Tal des Flusses Gudscharetiszqali, in der historischen georgischen Provinz Tori (georgisch თორი), gut zehn Kilometer südöstlich der Stadt Bordschomi. 2014 wohnten im Dorf 235 Menschen. Im Dorf liegt das gleichnamige mittelalterliche Kloster Timotessubani.